# Tate Liverpool
La Tate Liverpool è un museo situato a Liverpool nel Regno Unito, facente parte del Tate, insieme al Tate St Ives in Cornovaglia, al Tate Britain di Londra e al Tate Modern.
La Tate Liverpool, che ha aperto il 24 maggio 1988
alla presenza di Carlo, principe del Galles, è stata creata per esporre le opere della Tate Collection, comprendente una collezione d'arte prevalentemente britannica che va dal 1500 all'epoca contemporanea, nonché anche opere d'arte moderna di artisti internazionali. Fino al 2003, Tate Liverpool è stato la più grande galleria d'arte moderna e contemporanea nel Regno Unito al di fuori di Londra.